# Narnia Krónikái: A Hajnalvándor útja
A Narnia Krónikái: A Hajnalvándor útja 2010-ben bemutatott 3D-s fantasy–kalandfilm C. S. Lewis azonos című regénye alapján. Ez a Walden Media Narnia Krónikái filmsorozatának harmadik része, az előző részekkel ellentétben a 20th Century Fox forgalmazta, és megjelent Digital 3D formátumban is.
Egy évvel az előző film eseményei után a két fiatalabb Pevensie, Edmund (Skandar Keynes) és Lucy (Georgie Henley) visszakerülnek Narniába unokatestvérükkel, Eustace Scrubb-bal (Will Poulter) együtt. Csatlakoznak Narnia királyához, Caspianhoz (Ben Barnes), hogy felkutassák Narnia hét elveszett lordját, és megmentsék világukat a Sötétség Szigetén fészkelő gonosztól. A világ végéhez, Aslan országába vezető úton minden szereplőnek próbát kell kiállnia.
A filmet 2010. november 30-án mutatták be a londoni Royal Film Performance-en, majd a nagyközönségi premierre december 10-én került sor (Magyarországon egy nappal korábban, csütörtökön) 2D-s, RealD 3D-s, Digital 3D-s és limitált előadásszámmal 4D-s változatokban.

## Fordítás
- Ez a szócikk részben vagy egészben  a   The Chronicles of Narnia: The Voyage of the Dawn Treader című angol Wikipédia-szócikk fordításán alapul.  Az eredeti cikk szerkesztőit annak laptörténete sorolja fel. Ez a jelzés csupán a megfogalmazás eredetét és a szerzői jogokat jelzi, nem szolgál a cikkben szereplő információk forrásmegjelöléseként.